# چونگ شین-چو
چونگ شین-چو (انگلیسی: Chung Shin-cho؛ زادهٔ ۶ ژانویهٔ ۱۹۴۰) بوکسور اهل کره جنوبی بود.
وی در مسابقات کشوری و بین‌المللی در مجموع برندهٔ ۱ مدال طلا، ۱ مدال نقره شده‌است.